# (6469) Armstrong
(6469) Armstrong es un asteroide que forma parte del cinturón de asteroides y fue descubierto por Antonín Mrkos el 14 de agosto de 1982 desde el Observatorio Kleť, cerca de České Budějovice, República Checa.

## Designación y nombre
Armstrong se designó inicialmente como 1982 PC.
Posteriormente, en 1999, fue nombrado en honor del astrónomo estadounidense Neil Armstrong (1930-2012).

## Características orbitales
Armstrong orbita a una distancia media del Sol de 2,219 ua, pudiendo acercarse hasta 1,766 ua y alejarse hasta 2,672 ua. Su inclinación orbital es 3,959 grados y la excentricidad 0,2041. Emplea en completar una órbita alrededor del Sol 1208 días. El movimiento de Armstrong sobre el fondo estelar es de 0,2981 grados por día.

## Características físicas
La magnitud absoluta de Armstrong es 14,4.